# مارگو هارشمن
مارگو هارشمن (انگلیسی: Margo Harshman؛ زادهٔ ۴ مارس ۱۹۸۶) یک هنرپیشه اهل ایالات متحده آمریکا است. وی از سال ۱۹۹۷ میلادی تاکنون مشغول فعالیت بوده‌است.

## گزیدهٔ فیلم‌شناسی

### سینما
- ظهور (۲۰۰۷)
- کیث (۲۰۰۸)
- انجمن خواهری (۲۰۰۹)

### تلویزیون
- ان‌سی‌آی‌اس (۲۰۱۳ تا کنون)
- استخوان‌ها (۲۰۱۳)
- تئوری بیگ بنگ (۲۰۱۳–۲۰۱۲)
- بنت (۲۰۱۲)
- دکتر هاوس (۲۰۱۲)
- مزخرفاتی که پدرم می‌گوید (۲۰۱۰)
- خانواده امروزی (۲۰۰۹)
- بوستون لیگال (۲۰۰۸)
- بورلی هیلز ۹۰۲۱۰ (۲۰۰۸)
- آناتومی گری (۲۰۰۶)